# Naitaba
Naitauba, Naitamba oder auch Naitaba ist eine Insel die zum nördlichen Teil der Lau-Inseln von Fidji gehört. Die Insel vulkanischen Ursprungs erreicht eine maximale Höhe von 186 m an ihrer höchsten Erhebung, einer abgeflachten Bergkuppe im südlichen Teil. Auf dem etwa 4 km langen, 3,4 km breiten Eiland wurden in der Vergangenheit Kokospalmen zur Gewinnung von Kopra angepflanzt, die noch heute das Landschaftsbild bestimmen.
Für die Kopragewinnung und die Rinderzucht kaufte 1965 der kanadische Schauspieler Raymond Burr 1625 Hektar Land auf der Insel. 1983 wurde Naitaba an die Johannine Daist Communion für 2,1 Millionen Dollar verkauft, deren Mitgründer Baba Da Free John bis zu seinem Tod 2008 auf Naitauba lebte. Auf der Insel wurde ein Heiligtum bzw. Ashram für die Gläubigen der Adidam-Bewegung errichtet.

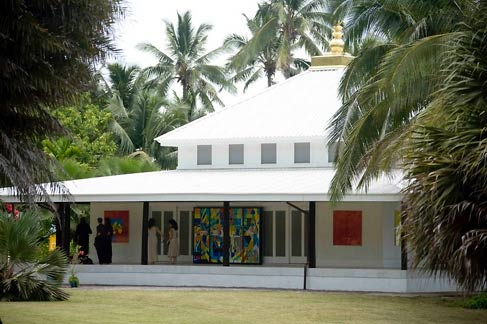
Ashram der Adidam-Bewegung